# Garji (Faizabade)
Garji (Gharji) é uma vila na província de Badaquexão, no distrito de Faizabade, situada no nordeste do Afeganistão.